# Baby Lillian Wade
Baby Lillian Wade, all'anagrafe Lillian Wade, (Contea di Arapahoe, 7 luglio 1907 – Los Angeles, 5 maggio 1990), è stata un'attrice statunitense, attiva come attrice bambina nel cinema muto dal 1911 al 1918 (tra i 4 e gli 11 anni d'età).

## Biografia
Nata nel 1907 in Colorado, cominciò a lavorare come attrice bambina nel cinema nel 1911 con il film One of Nature's Noblemen, prodotto dalla Selig Polyscope. 
La sua carriera - che conta circa una sessantina di pellicole - si svolse nell'arco di sette anni, dal 1911 al 1918. Acquista ruoli di sempre maggior rilievo, divenendo una delle attrici di punta della Selig Polyscope; la sua immagine compare spesso nei manifesti pubblicitari come la principale attrazione dei film cui partecipa. La notorietà è tale che talora il suo nome appare nel titolo stesso della pellicola, come in When Lillian Was Little Red Riding Hood (1913) o Little Lillian Turns the Tide (1914).
La sua ultima interpretazione, all'età di undici anni, fu nel film Little Orphant Annie, dove recitò con altri attori bambini del tempo (Doris Baker, Ben Alexander, Billy Jacobs, George Hupp) nel gruppo dei piccoli orfanelli accanto alla protagonista Colleen Moore.
Ritiratasi dal mondo dello spettacolo, Wade muore nel 1990 a Los Angeles, a 82 anni.

## Galleria d'immagini

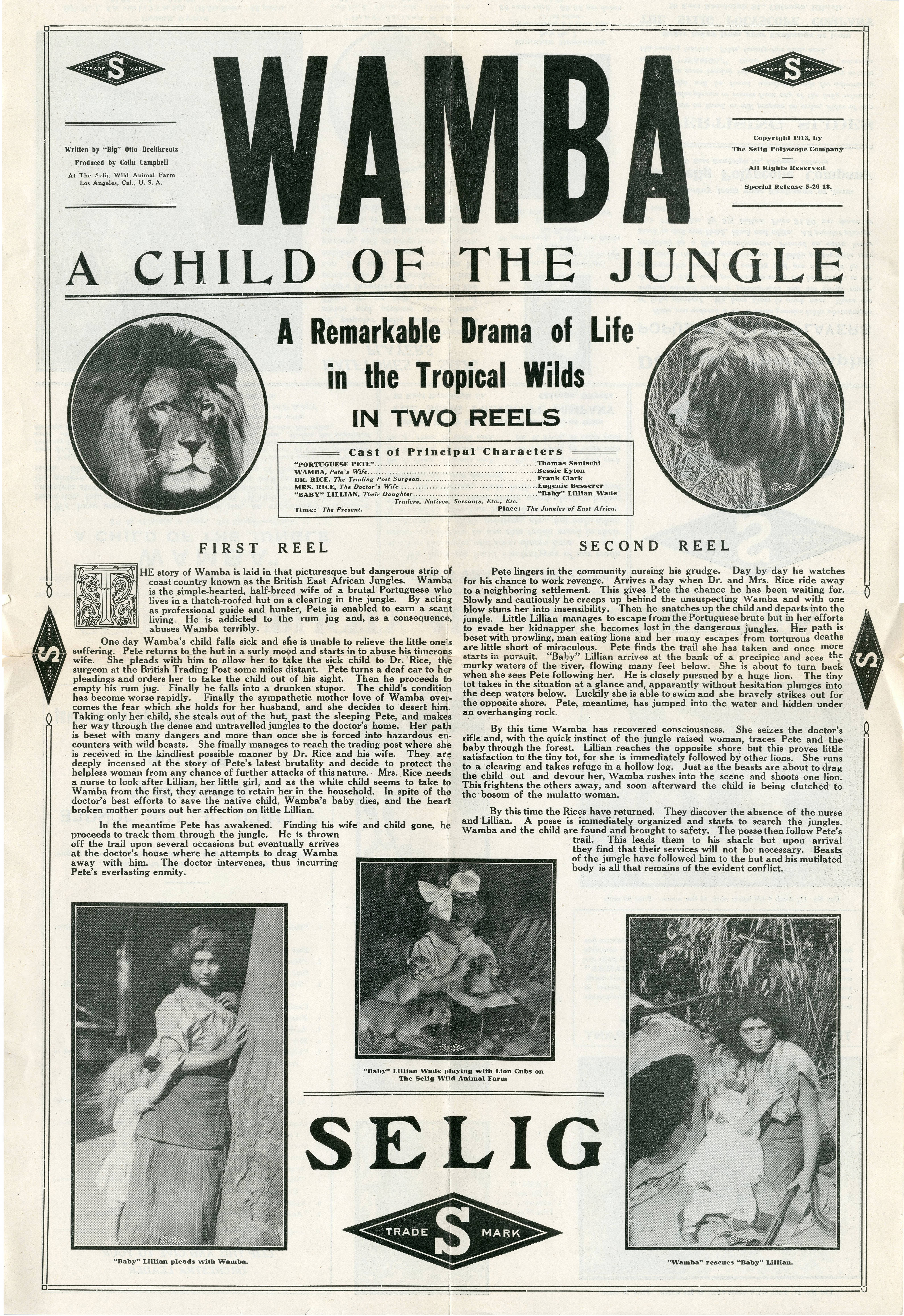
Wamba, a Child of the Jungle (1913). Al centro, Baby Lillian Wade
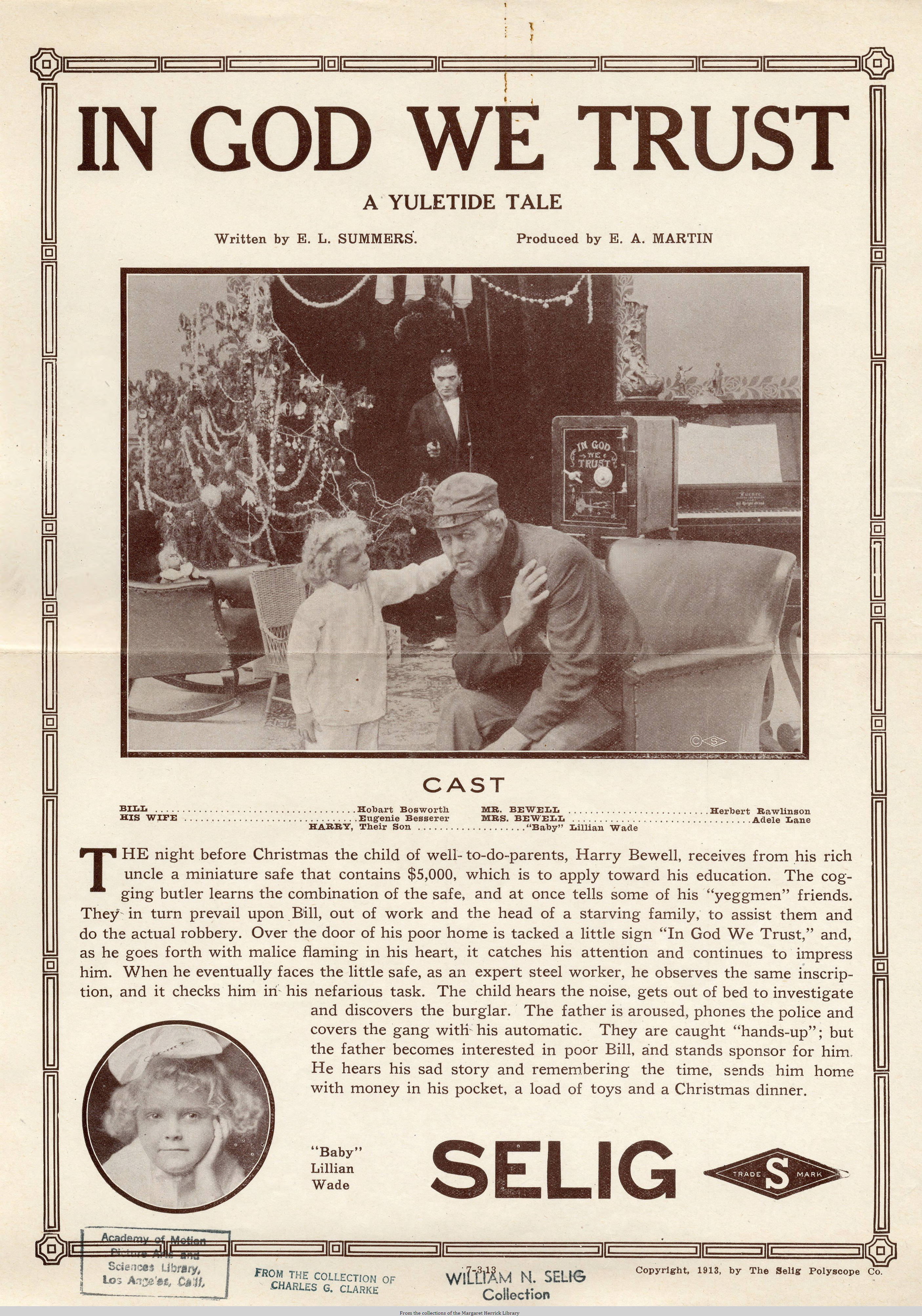
In God We Trust (1913)
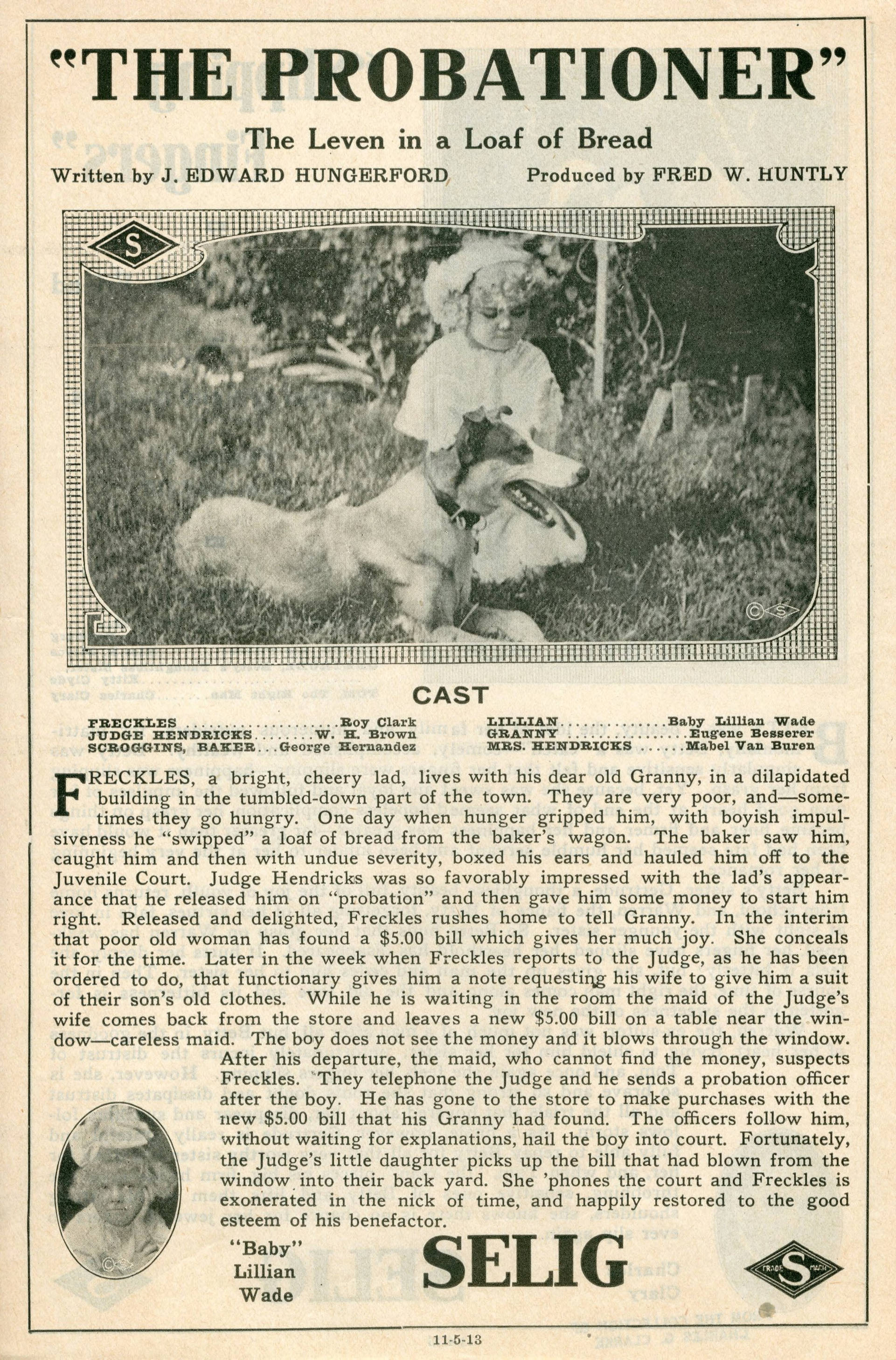

## Riconoscimenti
- Young Hollywood Hall of Fame (1908-1919)

## Filmografia
- One of Nature's Noblemen, regia di Francis Boggs - cortometraggio (1911)
- The Heart of John Barlow, regia di Francis Boggs - cortometraggio (1911)
- Captain Brand's Wife, regia di Francis Boggs - cortometraggio (1911)
- Old Billy, regia di Francis Boggs - cortometraggio (1911)
- A Modern Rip, regia di Hobart Bosworth - cortometraggio (1911)
- Me an' Bill, regia di Colin Campbell - cortometraggio (1912)
- A Reconstructed Rebel, regia di Colin Campbell - cortometraggio (1912)
- In Exile, regia di Fred Huntley - cortometraggio (1912)
- The Lake of Dreams, regia di Fred Huntley - cortometraggio (1912)
- The Man from Dragon Land, regia di Fred Huntley - cortometraggio (1912)
- The Box Car Baby, regia di Fred Huntley - cortometraggio (1912)
- The Shuttle of Fate, regia di Colin Campbell - cortometraggio (1912)
- Kings of the Forest, regia di Colin Campbell - cortometraggio (1912)
- The God of Gold, regia di Colin Campbell - cortometraggio (1912)
- Greater Wealth, regia di Colin Campbell - cortometraggio (1913)
- The Lipton Cup: Introducing Sir Thomas Lipton, regia di Lem B. Parker - cortometraggio (1913)
- A Little Child Shall Lead Them, regia di Lem B. Parker - cortometraggio (1913)
- A Little Hero, regia di Colin Campbell - cortometraggio (1913)
- Love Before Ten, regia di Lem B. Parker - cortometraggio (1913)
- The Burglar Who Robbed Death, regia di Lem B. Parker - cortometraggio (1913)
- Their Stepmother, regia di E.A. Martin - cortometraggio (1913)
- A Welded Friendship, regia di Lem B. Parker - cortometraggio (1913)
- The Yaqui Cur, regia di D.W. Griffith - cortometraggio (1913)
- The Tattle Battle, regia di Lem B. Parker - cortometraggio (1913)
- Wamba, a Child of the Jungle, regia di Colin Campbell - cortometraggio (1913)
- When the Circus Came to Town, regia di Colin Campbell - cortometraggio (1913)
- When Lillian Was Little Red Riding Hood, regia di Colin Campbell - cortometraggio (1913)
- In God We Trust, regia di E.A. Martin - cortometraggio (1913)
- The Acid Test, regia di E.A. Martin - cortometraggio (1913)
- The Child of the Sea, regia di Lem B. Parker - cortometraggio (1913)
- The False Friend, regia di Edward LeSaint - cortometraggio (1913)
- Only Five Years Old, regia di Lem B. Parker - cortometraggio (1913)
- The Tide of Destiny, regia di Lem B. Parker - cortometraggio (1913)
- Hope, regia di Colin Campbell - cortometraggio (1913)
- The Probationer, regia di Fred Huntley - cortometraggio (1913)
- The Touch of a Child - cortometraggio (1913)
- Outwitted by Billy, regia di Edward LeSaint - cortometraggio (1913)
- Mounted Officer Flynn, regia di Fred Huntley - cortometraggio (1913)
- The Mysterious Way, regia di Fred Huntley - cortometraggio (1913)
- The Lure of the Road, regia di Edward LeSaint - cortometraggio (1913)
- The Open Door, regia di Norval MacGregor - cortometraggio (1913)
- A Splendid Sacrifice, regia di Edward LeSaint - cortometraggio (1914)
- Little Lillian Turns the Tide, regia di Edward LeSaint - cortometraggio (1914)
- Elizabeth's Prayer, regia di Fred Huntley - cortometraggio (1914)
- The Baby Spy, regia di Edward LeSaint - cortometraggio (1914)
- In Defiance of the Law, regia di Colin Campbell - cortometraggio (1914)
- The Leopard's Foundling, regia di Francis J. Grandon e Kathlyn Williams - cortometraggio (1914)
- In Tune with the Wild, regia di E.A. Martin - cortometraggio (1914)
- A Just Punishment, regia di Edward LeSaint - cortometraggio (1914)
- The Newsboy Tenor, regia di Norval MacGregor - cortometraggio (1914)
- The Loyalty of Jumbo, regia di E.A. Martin - cortometraggio (1914)
- The Mexican, regia di Tom Mix - cortometraggio (1914)
- The Spirit of the Violin, regia di Edward LeSaint - cortometraggio (1915)
- The Leopard's Lair, regia di E.A. Martin - cortometraggio (1915)
- The Far Country, regia di Frank Beal - cortometraggio (1916)
- The Golden Thought, regia di Tom Mix - cortometraggio (1916)
- No Place Like Home, regia di Norval MacGregor - cortometraggio (1917)
- Little Orphant Annie, regia di Colin Campbell (1918)